# Peter Vencelj
Peter Ferdinand Vencelj, slovenski fizik in politik, * 28. maj 1939, Stražišče, † 1. januar 2017.
Bil je univerzitetni profesor mehanike in tehniške matematike na Fakulteti za naravoslovje in tehnologijo ter kasnejši Fakulteti za matematiko in fiziko Univerze v Ljubljani.
Med 16. majem 1990 in 14. majem 1992 je bil  Republiški sekratar za vzgojo in izobraževanje ter telesno kulturo.
Leta 1992 je postal državni sekretar Republike Slovenije, pristojen za Slovence v zamejstvu in po svetu. Bil je tudi predstojnik Malteškega viteškega reda v Sloveniji.
Med 15. marcem in 15. junijem 2000 je bil državni sekretar Republike Slovenije na Ministrstvu za zunanje zadeve Republike Slovenije.
Od 2004 je častni član Društva matematikov, fizikov in astronomov Slovenije. Leta 2015 mu je Mestna občina Kranj podelila naziv častnega meščana.